# Benjamin Stark
Benjamin Stark, född 26 juni 1820 i New Orleans, Louisiana, död 10 oktober 1898 i New London, Connecticut, var en amerikansk demokratisk politiker. Han representerade delstaten Oregon i USA:s senat 1861–1862.
Stark var verksam inom handeln i New York och i San Francisco. Han studerade juridik och inledde 1850 sin karriär som advokat i Portland, Oregon.
Senator Edward Dickinson Baker stupade 1861 i Slaget vid Ball's Bluff och Stark blev utnämnd till senaten. Han efterträddes 1862 av Benjamin F. Harding.
Stark avled 1898 och gravsattes på Cedar Grove Cemetery i New London, Connecticut.